# Rurouni Kenshin: Kyoto Inferno
Rurouni Kenshin: Kyoto Inferno (るろうに剣心 京都大火編, Rurouni Kenshin: Kyoto Taika-hen), a Amèrica del Nord, és una pel·lícula d'acció japonesa de 2014 jidaigeki basada en la sèrie de manga Rurouni Kenshin i serveix com a segona entrega de la sèrie de pel·lícules Rurouni Kenshin, després de la primera pel·lícula Rurouni Kenshin (2012). La història segueix a Himura Kenshin mentre es dirigeix a Kyoto per enfrontar-se a un grup poderós liderat per Shishio Makoto, un home que vol governar el Japó després de ser traït pel govern.
Rurouni Kenshin: Kyoto Inferno fou llançat al Japó l'1 d'agost de 2014 per Warner Bros. Pictures Japan, i va rebre crítiques positives de la crítica. La pel·lícula va ser seguida d'una seqüela directa, Rurouni Kenshin: The Legend Ends, que es va estrenar el mes següent, i té lloc immediatament des del final de Kyoto Inferno.

## Argument
A la mina Settsu, Prefectura de Hyōgo, Saitō Hajime lidera la policia japonesa en el seguiment de Shishio Makoto, un famós renegat que va ser traït pel govern després d'haver-los ajudat a derrotar el shogunat Tokugawa durant la batalla de Toba-Fushimi. Tanmateix, els homes de Shishio embosquen i massacreen la policia a la mina; Sishio li diu a Saitō el seu pla per conquerir el Japó abans de marxar.
Després dels esdeveniments de la primera pel·lícula, Himura Kenshin continua vivint al kenjutsu dojo de Kamiya Kaoru al costat de Myōjin Yahiko, Sagara Sanosuke i Takani Megumi. És cridat per un funcionari del govern, Ōkubo Toshimichi, per localitzar en Shishio, que està terroritzant Kyoto i els seus voltants. Tot i que al principi rebutja la sol·licitud, cedeix quan l'oficial és assassinat per Seta Sōjirō, el subordinat de Shishio. Just després de la marxa d'en Kenshin, un individu arriba a Tòquio i el cerca, derrotant Sanosuke pel camí.
Durant el camí, Kenshin es troba amb Makimachi Misao, que intenta robar el seu sakabato. Mentre els dos conversen, un nen els alerta de la difícil situació dels seus pares i el seu germà, tots ells assassinats pels homes de Shishio per intentar denunciar les seves atrocitats al seu poble a les autoritats. Kenshin venç als homes de Shishio, encara que es revela la seva identitat com a Hitokiri Battōsai. Kenshin és portat al mateix Shishio, aquest últim ordena a Sōjiro que s’enfronti en duel amb Kenshin, que acaba amb Sōjiro trencant el sakabato d'en Kenshin. Quan surt de l'escena, Kenshin insta els vilatans, inclòs el nen orfe, a no venjar-se dels homes de Shishio.
En arribar a Kyoto, Misao, que està impressionat per les seves paraules, li demana a Kenshin que es refugii en una posada dirigida per Kashiwazaki Nenji, en realitat un ninja semi-jubilat anomenat Okina, una vegada empleat pel shogunat Tokugawa. coneguts com els Oniwabanshu que abans eren empleats pel shogunat Tokugawa; la mateixa Misao també és una aspirant a ninja. L'Okina adverteix a Kenshin que un tinent seu, Shinomori Aoshi (el que va vèncer anteriorment a Sanosuke), s'ha fixat com a objectiu vital matar l'home més fort del Japó: Kenshin.
Mentrestant, en Kaoru decideix seguir en Kenshin fins a Kyoto, acompanyat per Yahiko i Sanosuke. Al mateix temps, Kenshin descobreix amb consternació que la persona que va fer el seu sakabato, Arai Shakku, ha mort anys abans. El seu fill, Seiku, inicialment rebutja la petició de Kenshin per un altre sakabato, però quan el guerrer d'elit de Shishio, Sawagejō Chō, segresta el seu nadó, Seiku demana a Kenshin que el derroti. Seiku li dóna un bessó del sakabato anterior, que Kenshin utilitza per derrotar a Chō. En interrogar a Chō, el govern s'assabenta que Shishio planeja arrasar Kyoto per terra aquella nit. La policia del govern, juntament amb Kenshin, el ninja Oniwabanshu, i els nouvinguts Kaoru, Yahiko i Sanosuke, lluiten contra els homes de Shishio, mentre que per evitar que Aoshi interfereixi en Kenshin, Okina desafia el seu antic alumne en un duel, que acaba amb la seva derrota. Tanmateix, Kenshin s'adona que l'objectiu principal de Shishio és calar foc no a Kyoto, sinó a Tòquio.
Kenshin descobreix el vaixell de Shishio a punt d'embarcar cap a la capital després d'assabentar-se que Sōjirō ha segrestat en Kaoru. Allà, té una batalla poc concloent amb Shishio, que acaba quan Kaoru és llançat per la borda. Kenshin salta al mar, però és incapaç de localitzar-la. La pel·lícula acaba amb un home misteriós que troba el cos inconscient de Kenshin arrossegat a la platja i se l'emporta.

## Repartiment
Llista de repartiment principal tal com es presenta al lloc web de Funimation Films per ordre de nom occidental:
- Takeru Satoh com a Kenshin Himura[6]
- Emi Takei com a Kaoru Kamiya[6]
- Munetaka Aoki com a Sanosuke Sagara[6]
- Yū Aoi com a Megumi Takani[6]
- Kaito Oyagi com a Yahiko Myojin
- Yōsuke Eguchi com a Hajime Saito
- Tatsuya Fujiwara com a Makoto Shishio
- Ryunosuke Kamiki com a Sojiro Seta
- Maryjun Takahashi com a Yumi Komagata
- Ryosuke Miura com a Cho Sawagejo
- Tao Tsuchiya com a Misao Makimachi
- Min Tanaka com a Okina
- Masaharu Fukuyama com a Seijuro Hiko

Yūsuke Iseya fa la seva primera aparició a la sèrie de pel·lícules com Aoshi Shinomori.
Miyazawa Kazufumi com a Ōkubo Toshimichi, un dels històrics Tres Grans Nobles de la Restauració

## Producció
Rurouni Kenshin: Kyoto Inferno es va rodar en diversos llocs del Japó, com ara Tòquio, Kyoto, Nagano, Ibaraki i Kanagawa. Es van contractar més de 5.000 extres per a la producció i el rodatge es va acabar el 27 de desembre de 2013.
Pel que fa a les pel·lícules de duologia de Kyoto, el director Keishi Ōtomo va dir que no havia de donar gaire consell a Takeru Satoh ja que la seva actuació a la primera pel·lícula va atreure múltiples reaccions positives per part del personal i del públic. A continuació, va declarar "Fins i tot sense dir això o allò des del costat, va crear una imatge de Kenshin, incloent el seu comportament, el seu joc d'espasa i el seu discurs, mitjançant la preparació necessària i el treball dur. Així que no em preocupava gens".
A causa de les pel·lícules de Kyoto que mostren una caracterització més fosca de Kenshin mentre lluita contra diferents rivals forts, Satoh també va dir que el seu treball es va fer més difícil. Tot i així, ho va trobar interessant. Una escena que Satoh va gaudir va ser la lluita de Kenshin contra Sawagejō Chō a causa del fet que Kenshin es veu obligat a atacar el seu enemic encara que no sap que la seva arma és mortal, cosa que va en contra de la seva moral; com a resultat, Satoh va mostrar breument el costat hitokiri de Kenshin durant un breu moment. L'actor va dir que va parlar d'aquesta escena amb el director, que estava satisfet amb el resultat.

### Música
A la pel·lícula se sent la cançó d’One Ok Rock Mighty Long Fall" del seu dissetè àlbum, 35xxxv.

## Estrena
Rurouni Kenshin: Kyoto Inferno va ser estrenat en cinemes per Warner Bros. Pictures Japan al Japó l'1 d'agost de 2014. Més tard es va publicar en Blu-ray i DVD el 17 de desembre.
El juny de 2016, Funimation Films va anunciar que va adquirir els drets de la trilogia d'acció en directe Rurouni Kenshin per a la distribució estatunidenca, i es va estrenar subtitulada als cinemes americans el setembre de 2016. La pel·lícula es va estrenar en Blu-ray i DVD per Funimation el 6 de desembre de 2016 a Amèrica del Nord, que inclou una versió de la pel·lícula doblada en anglès, amb TV-MA.

## Recepció

### Taquilla
A la taquilla, la pel·lícula va guanyar un total de 52,9 milions de dòlars a nivell internacional. La pel·lícula també va ocupar el primer lloc lloc a la taquilla del Japó durant la seva primera setmana. Va ser la tercera pel·lícula més taquillera del 2014 a la taquilla japonesa amb 5.220 milions de iens. La pel·lícula es va estrenar als Estats Units al LA EigaFest 2014.

### Recepció crítica
La pel·lícula va rebre ressenyes positives de la crítica, amb elogis generalitzats pel que fa a la direcció d'acció de la pel·lícula i la coreografia de lluita dirigida per Kenji Tanigaki. Christopher O'Keeffe de TwitchFilm va declarar que la pel·lícula "Ofereix grans emocions" i "Satisfà amb la seva barreja de drama de personatges i baralles d'espases, ja que condueix a una intensa batalla als carrers de l'antiga Kyoto. rols finals al mar al voltant, tot es deixa en equilibri pel que promet ser un final èpic per a aquesta història emocionant. En el moment en què apareix el paper final de la mar, tot queda en equilibri per al que promet ser un final èpic per a aquesta emocionant història." Marcus Goh de Yahoo! va elogiar la pel·lícula, afirmant que "Kyoto Inferno és una adaptació meravellosament executada que aconsegueix reunir tots els aspectes més destacats del manga i l'anime, tot utilitzant plenament el mitjà cinematogràfic per explicar la seva història. Tot i ser la primera part d'una seqüela de dues parts, aconsegueix ser una història autosuficient i coherent, no és una gesta fàcil per a una seqüela de dues parts."
Remy Van Ruiten va elogiar la pel·lícula, afirmant que "Rurouni Kenshin: Kyoto Inferno és una pel·lícula fantàstica... Fins i tot en l'època d'un alt pressupost Marvel Cinematic Universe, Rurouni Kenshin: Kyoto Inferno és una rara avis. Com que no es fan tantes d'aquestes pel·lícules basades en animes d'aquest calibre i les poques que es fan eviten seguir la mateixa fórmula, tant en general com per a la coreografia durant les batalles, l'experiència encara aconsegueix sentir-se fresca."
Mikhail Lecaros de GMA News Online va declarar: "Ohtomo presenta Kyoto Inferno amb un ritme deliberat, aprofitant al màxim el seu temps d'execució ara estès (Kyoto Inferno i The Legend Ends es van filmar simultàniament), donant sàviament moments per respirar a la pel·lícula. Quan apareixen les baralles d'espases i diversos cops de puny, són extrapolacions d'acció real perfectes de les escenes dibuixades a mà que han captivat els fans durant els últims quinze anys". Jahanzeb Khan de Snap Thirty va atorgar a la pel·lícula una qualificació "A" i continua descrivint com "Kyoto Inferno fa un treball excel·lent per preparar l'escenari per a la conclusió èpica que segueix a The Legend Ends, i sense aquesta construcció metodològica la gran final de la tercera pel·lícula no tindria el mateix pes en absolut."

## Reconeixements
| Any  | Premi                                | Categoria        | Receptor     | Resultat  |
| ---- | ------------------------------------ | ---------------- | ------------ | --------- |
| 2016 | Festival de Cinema Asiàtic de Dallas | Premi del Públic | Keishi Ōtomo | Guanyador |

## Seqüela
El 13 de setembre de 2014 es va estrenar una seqüela directa, Rurouni Kenshin: The Legend Ends. La pel·lícula té lloc immediatament després del final de Kyoto Inferno.